# Dấu ấn của Cain

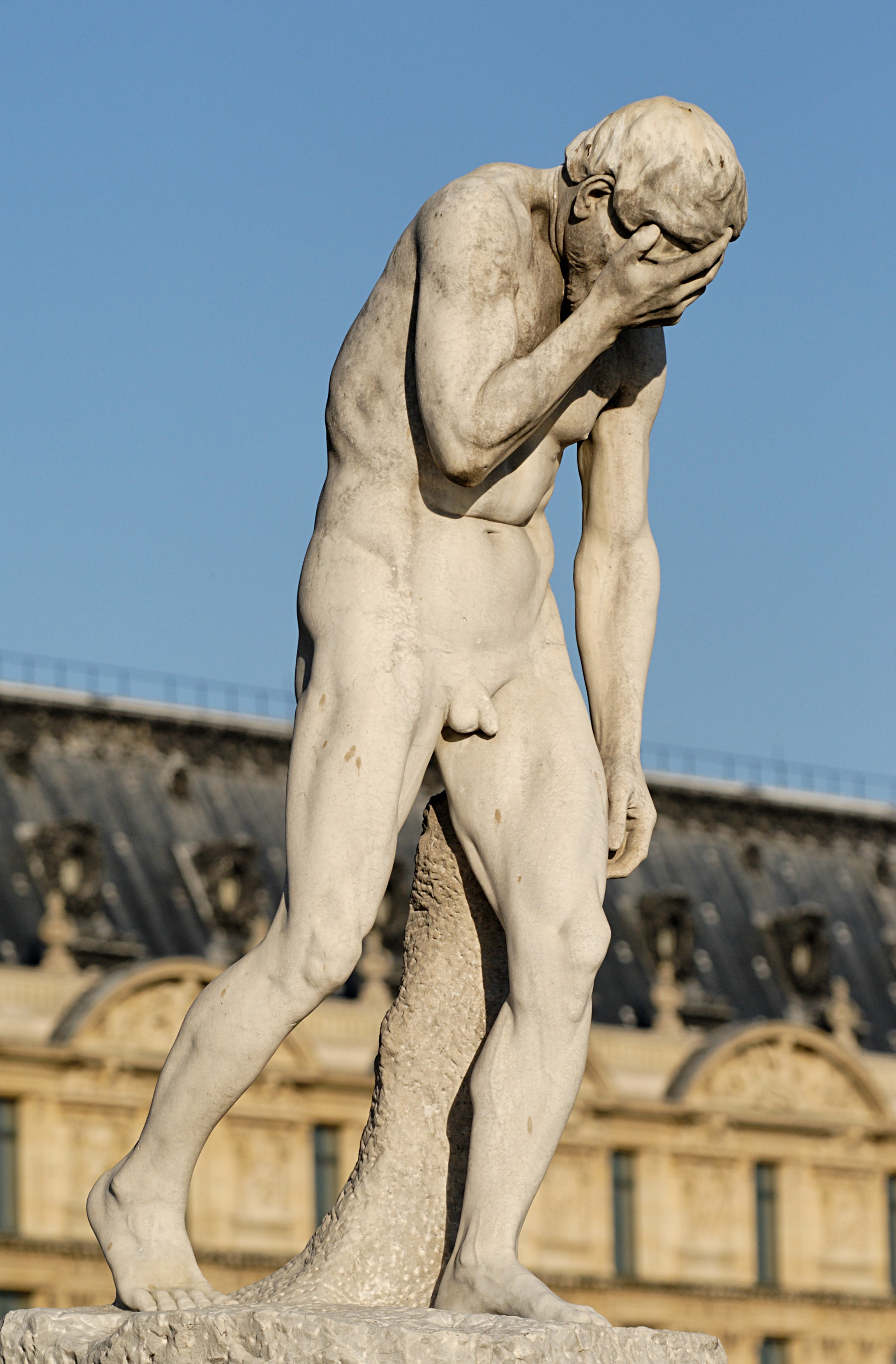
Cain. Tượng của Henri Vidal, Jardin des Tuileries, Paris

Lời nguyền của Cain và Dấu ấn của Cain là những cụm từ có nguồn gốc trong Sáng thế 4 (Cain và Abel), nơi Thiên Chúa tuyên bố Cain (con trai đầu lòng của Adam và Eva) sẽ bị nguyền rủa vì tội giết em trai Abel. Dấu ấn được dùng để cảnh báo những người khác rằng giết Cain sẽ kích động sự báo thù của Chúa, và nếu ai đó dám hãm hại Cain sẽ phải chịu tổn hại gấp bảy lần. Một vài diễn giải cho rằng đây là dấu ấn trên cơ thể, trong khi một số diễn giải khác xem "dấu ấn" như một dấu hiệu, chứ không phải trên cơ thể của Cain. Bản Kinh Thánh phiên bản King James đọc là "đặt một dấu ấn trên người Cain".